# Мулюков, Эдуард Инсафович
Эдуард Инсафович Мулюков (20 декабря 1937, Челябинск — 13 ноября 2015, Уфа) — инженер-строитель, геотехник. Доктор технических наук (1993), профессор по кафедре строительства и архитектуры (1998). Заслуженный строитель Башкирской ССР (1991).

## Биография
Окончил с отличием Уральский политехнический институт им. С.М. Кирова в 1961 году и приступил к работе в Уфе (1961—1966) прорабом и гл. инженером СМУ. С 1966 по 1996 год в БашНИИстрое ст. н. сотр., зав. лабораторией, зав. отделом, с 1983 по 1989 год — зам. директора института по научн. работе. С 1977 года по совместительству работает на архитектурно-строительном фак. УГНТУ. С 1996 по 2002 год был первым и последним зав. кафедрой «Строительство и архитектура» (БГАУ). Далее в УГНТУ на постоянной основе в должности проф. кафедры «Автомобильные дороги и технология строительного производства», где впервые в России разработал курс «Инженерно-строительное карстоведение». Одновременно проф. направления «Строительство и архитектура» Института дополнительного профессионального образования при УГНТУ.
Известен научными трудами в области совершенствования оснований и фундаментов, диагностики состояния аварийных зданий, сооружений. Впервые обосновал теоретические основы причин отказов оснований и фундаментов, а также производственные методы, регламенты и технические решения их усиления (1993). Большой вклад внёс в развитие нового раздела Инженерной геологии — инженерно-строительное карстоведение (строительные нормы ВСН 2-86, ТСН 302-50-95.РБ). Впервые выделил 5 обязательных условий активации карста и отсутствие любого из них как обязательное условие его пассивации. Разработал классификацию растворимых горных пород.
Им обследовано по заданию Минпромстроя СССР и выведено из аварийного состояния более 120 объектов в 17 городах бывшего СССР. В Башкортостане в их число входят Дома Чижова, Тушнова, газеты «Алга»; БАТД им. М. Гафури, Гостиный двор, БГТ оперы и балета (Уфа). Культовые сооружения: храм Рождества Богородицы (Уфа), Никольский храм (Николо-Берёзовка), Свято-Троицкий собор (Бирск), Никольский собор (Белебей), Подворье Благовещенского монастыря (Уфа), Бэндэбикэ кэшэнэ (Кугарчинский р-н), Успенский монастырь (На тер. школы МВД); медеплавильный завод (с. Воскресенское, Мелеуз. р-н), профтехучилища в Уфе, Кушнаренково, Раевском; жилые дома, здания РДК, больниц, учебных заведений, а также промышленные объекты, градирни, водозаборы и др.
Результаты обследования и ликвидации аварийного состояния многочисленных строительных объектов положены в основу строительных норм по усилению фундаментов многосекционными сваями (ВСН 16-84), по фундаментам из свай в рубашке (ВСН 67.259-88), по смолизации грунтов оснований (ВСН 67.260-88).
Участник ликвидации последствий разрушительного землетрясения в Армении (1988, Ленинакан).
Участвовал в работе 70 всесоюзных, российских и международных конференций и совещаний, в том числе как член оргкомитета, а также в составе делегаций Госстроя б. СССР в работе 9 международных конгрессов за рубежом. Выезжал в научные командировки, в том числе и в качестве переводчика (Австрия, Англия, Венгрия, Германия, Дания, Нидерланды, Финляндия, Франция, Чехословакия, США, Япония и др. страны дальнего и все страны ближнего зарубежья). Владеет иностранными и национальными языками. Имеет труды по языкознанию.
Автор более 200 научных работ, в том числе статей в Башкирской энциклопедии, 11[уточнить] изобретений (из них 4 патента РФ), 2 технических кинофильмов.

## Звания и награды
- Медали ВДНХ СССР (6 шт.)
- Изобретатель СССР
- Медаль За освоение целинных земель
- Почётная грамота Президиума Верховного Совета Башкирской СССР (1981)
- Орден «Знак почёта» (1986)

Член докторского диссертационного совета при УГНТУ, Учёного Совета БашНИИстроя, Научного совета «Архитектура и строительные науки» АН РБ, с 1971 года — член Российского общества по Механике грунтов, Геотехнике и Фундаментостроению, а также Международного общества по Механике грунтов, Геотехнике и Геотехническому строительству.

## Публикации
- Аннотации докладов и сообщений на VI Европейской конференции по механике грунтов и фундаментостроению (перевод с англ. и нем. языков Э. И. Мулюкова). М., 1978;
- ВСН 16-84. Инструкция по усилению фундаментов аварийных и реконструируемых зданий многосекционными сваями. Уфа, 1984;
- ВСН 2 — 86. Инструкция по изысканиям, проектированию, строительству и эксплуатации зданий и сооружений на закарстованных территориях Башкирской АССР. Уфа, 1986 (рук. темы, соавт.);
- ВСН 67.259-88. Инструкция по проектированию и устройству фундаментов из свай в рубашке. Уфа, 1988;
- ВСН 67.260-88. Инструкция по усилению оснований реконструируемых и аварийных зданий инъекцией карбамидных смол. Уфа, 1988;
- ТСН 302-50-95.РБ. Инструкция по изысканиям, проектированию, строительству и эксплуатации зданий и сооружений на закарстованных территориях. Уфа, 1995 (рук. темы, соавт.);
- Русско-башкирско-турецко-английский словарь. — Уфа, 2002 (соавт.);
- Мулюков Э. И., Урманшина Н. Э. Инженерная геология: учебн. для студентов строит. спец. вузов. Уфа, 2008.